# Prawda (Winnipeg)
Prawda – polskojęzyczny tygodnik wydawany przez kilka miesięcy w Winnipegu w Kanadzie w 1904 przez Waltera Błażowskiego (zm. 1920). Był to niezależny ksiądz, założyciel w 1904 drugiej parafii polskiej w Winnipegu, wbrew woli niemieckich oblatów prowadzących pierwszą. 
Prawda służyła jako organ prasowy tworzącego się na emigracji Polskiego Narodowego Kościoła Katolickiego, a zarazem jako przeciwwaga dla powołanego nieco wcześniej przez ojców oblatów pisma Głos Kanadyjski.
Prawdę zamknięto po przegranym procesie, wytoczonym jej wydawcy przez oo. Adalberta (Wojciecha) Kulawego i Karola Groetschela. Ks. Błażowski był także oskarżony o defraudację przez własnych parafian, w efekcie czego przeniósł się do Kolumbii Brytyjskiej (według innych źródeł – pod Nowy Jork).